# Groove Coverage
Groove Coverage je německá dance-popová a eurotrancová hudební skupina, jejímiž členy jsou Axel Konrad, DJ Novus, Melanie Munchová (hlavní zpěvačka, známá více jako Mell) a Verena Rehmová (příležitostná hlavní zpěvačka). Producenty kapely jsou Ole Wierk a Lou Bega, kteří se podíleli jen na několika textech k písním. Skupinu založil v roce 2001 DJ Novus ve spolupráci s vydavatelstvím Suprime Music (kde působil Alex Konrad). Celkem 11 jejich hitů se umístilo v první padesátce německé hitparády. Celosvětově kapela Groove Coverage prodala přes 5 milionů alb a stala se jednou z nejúspěšnějších tanečních skupin v Německu. Za svou dosavadní kariéru vydala celkem čtyři studiová alba, 17 singlů a pět kompilací největších hitů.

## Diskografie

### Studiová alba
- Covergirl (2002)
- 7 Years and 50 Days (2004)
- 21st Century (2006)
- Riot on the Dancefloor (2012)